# Periclimenes murcielagensis
Periclimenes murcielagensis is een garnalensoort uit de familie van de Palaemonidae. De wetenschappelijke naam van de soort is voor het eerst geldig gepubliceerd in 2000 door Vargas.